# غوستاف كاسمير
غوستاف كازيمير (بالألمانية: Gustav Casmir) (5 نوفمبر 1874 - 2 أكتوبر 1910)، هُو مُبارز ألماني. فاز غوستاف بميداليتين ذهبيتين وميداليتين فضيتين في الألعاب الأولمبية الصيفية 1906.

## روابط خارجية
- غوستاف كاسمير على موقع أوليمبيديا (الإنجليزية)